# Parvomajtsi
Parvomajtsi (Bulgaars: Първомайци) is een dorp in Bulgarije. Het is gelegen in de gemeente Gorna Orjachovitsa in de oblast Veliko Tarnovo. Het dorp ligt hemelsbreed op ongeveer 8 km afstand van de regionale hoofdplaats  oblast Veliko Tarnovo en 196 km ten noordoosten van de hoofdstad Sofia.

## Bevolking
Tussen 31 december 1934 (4.065 inwoners) en 31 december 1985 (4.081 inwoners) is de bevolking vrij stabiel gebleven. Vooral na de val van het communisme en de daarmee samenhangende verslechterde economische situatie in de regio, kwam een vrij intensieve emigratie op gang. Op 31 december 2019 telde het dorp 2.436 inwoners. Desalniettemin blijft Parvomajtsi  het grootste dorp in oblast Veliko Tarnovo qua inwoners.
|  |

Van de 2.784 inwoners reageerden er 2.635 op de optionele volkstelling van 2011. Van deze 2.635 respondenten identificeerden 2.612 personen zichzelf als etnische Bulgaren (99,1%), gevolgd door 5 Bulgaarse Turken, 3 Roma (2,9%) en 15 ondefinieerbare personen (0,6%).

## Afbeeldingen

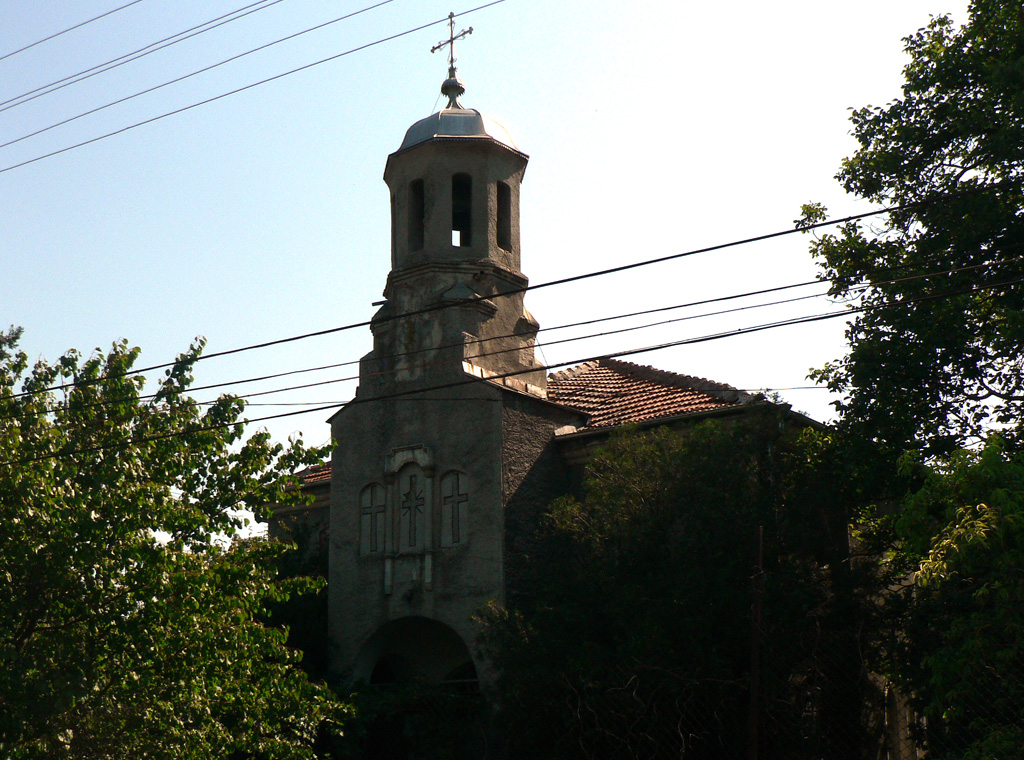
De Hemelvaartkerk (Boznesenie Gospodne)
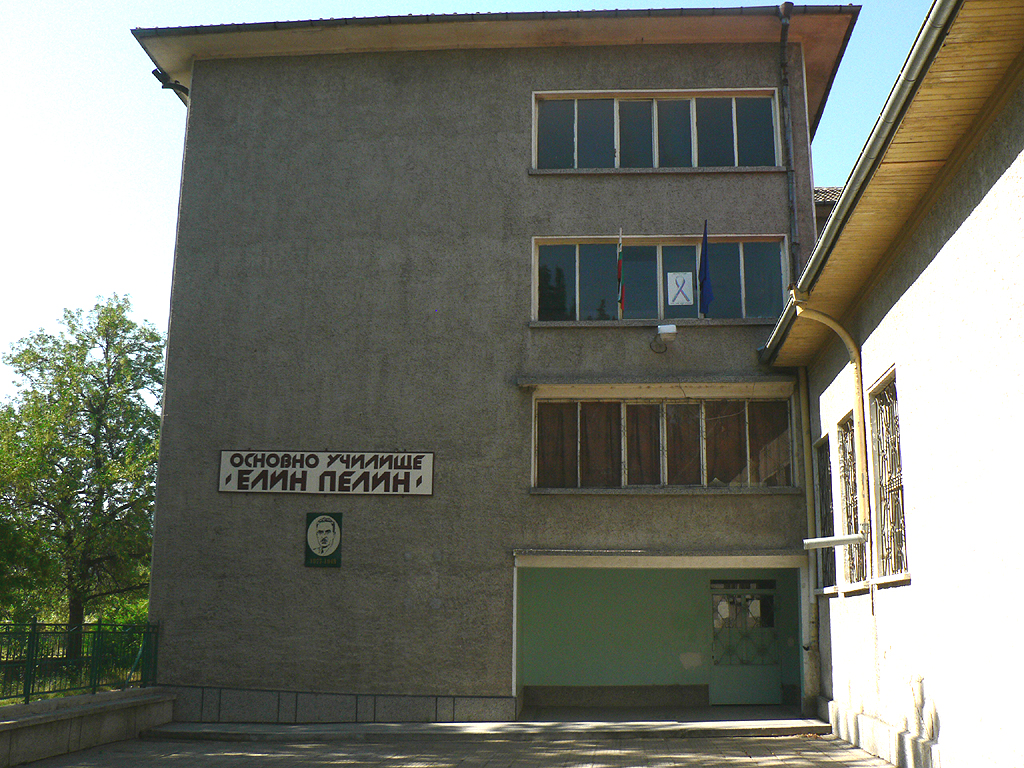
De basisschool in het dorp
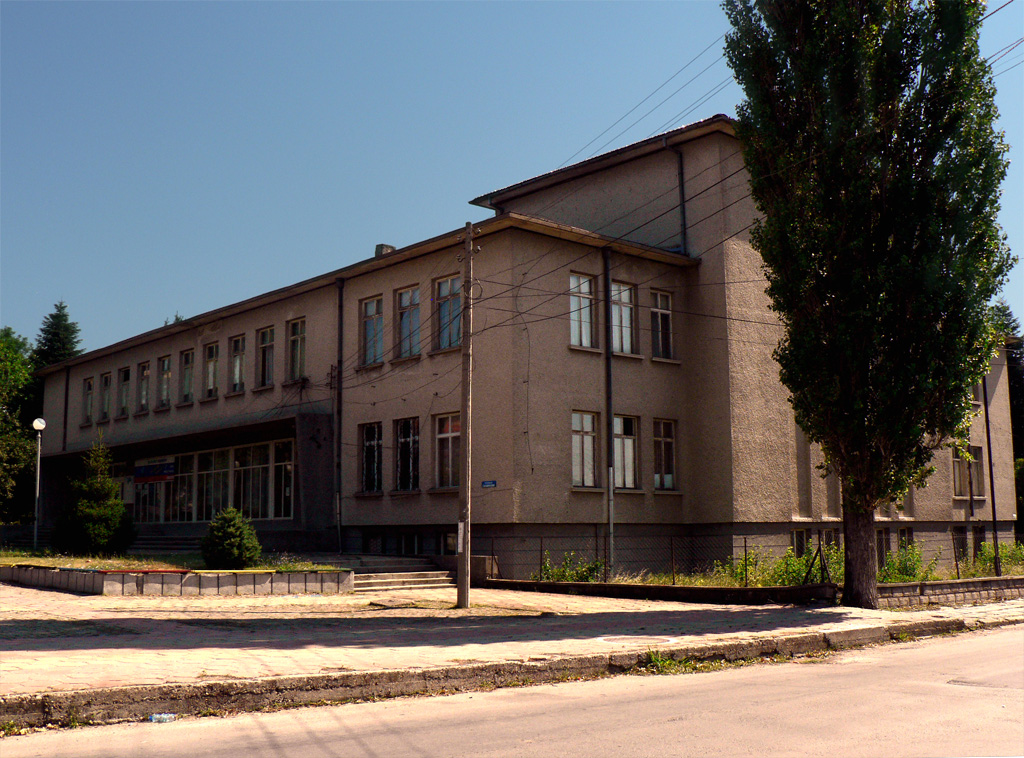
Het cultureel centrum